# Aeródromo María Ester
El Aeródromo María Ester (OACI: SCVO) es un terminal aéreo ubicado junto a 10 kilómetros al noroeste de la ciudad de Victoria, Provincia de Malleco, Región de la Araucanía, Chile. Es de propiedad privada.